# Pfarrhaus (Windach)

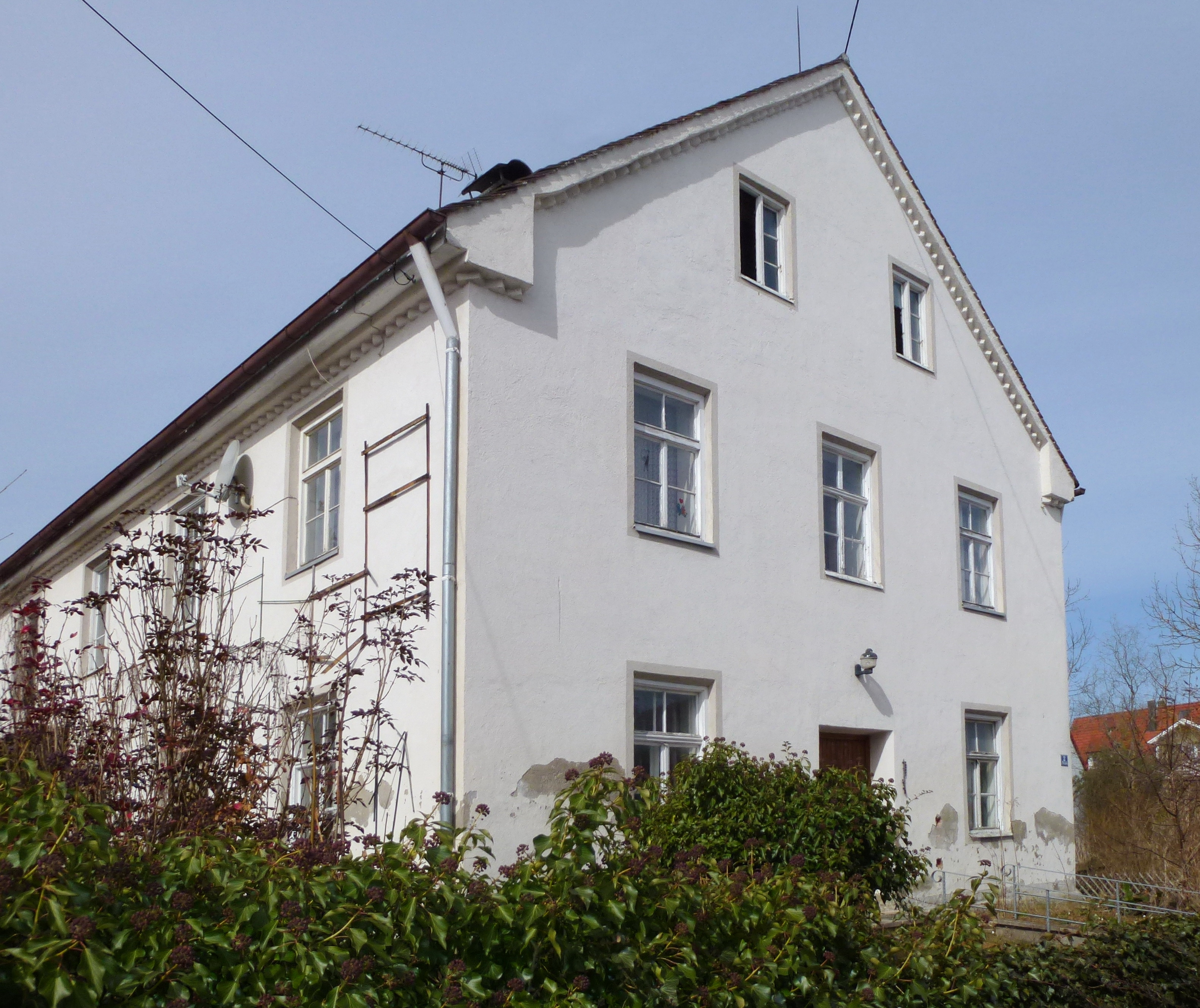
Ehemaliges Pfarrhaus in Windach

Das Pfarrhaus in Windach, einer Gemeinde im oberbayerischen Landkreis Landsberg am Lech, wurde 1863 anstelle eines abgebrochenen Vorgängerbaus errichtet. Das ehemalige Pfarrhaus an der Pfarrgasse 2, westlich gegenüber der katholischen Kirche St. Petrus und Paulus, ist ein geschütztes Baudenkmal. 
Der zweigeschossige Satteldachbau mit Zahnschnittfries entlang von Traufe und Ortgang besitzt Kreuzstockfenster, die von Faschen eingefasst werden. Der Hauseingang liegt in der Mittelachse der zur Kirche weisenden Giebelseite.